# 熊瑞 (隆慶進士)
熊瑞（1525年—1607年），字憲祥，江西南昌府南昌縣人，民籍，明朝政治人物。

## 生平
嘉靖四十年（1561年）辛酉科江西鄉試第四十五名舉人，隆慶二年（1568年）戊辰科進士。禮部觀政，授南陵縣知縣，五年（1571年）升廣西梧州府同知。萬曆五年（1577年）兩廣總督凌雲翼征討廣西梧州岑溪與羅旁等處猺獞，熊瑞被徵隨軍處理政務，後因母喪而歸。羅旁平定後，以功遷南京刑部員外郎，父年九十餘卒，哀毁而歸。服闋，再除故官，升郎中，恤刑山東。十六年（1588年）十二月升湖廣按察司副使、兵備衡永，十七年（1589年）八月升甘肅行太僕寺卿兼陝西僉事、管馬政並通鎮驛傳，十九年（1591年）二月甘肅巡按御史崔景榮劾奏熊瑞年老才昏，以不及降調，熊瑞上奏辯論，上以熊瑞挾私誣訐，大壞法紀，著照例革職為民。

## 家族
曾祖熊萬積；祖父熊尚和；父熊郭，號遺橘，封奉直大夫刑部員外郎；母金氏，贈宜人。兄熊琬。